# Готье-Виллар, Анри
Анри Готье-Виллар (фр. Henry Gauthier-Villars; 10 августа 1859, Вилье-сюр-Орж — 12 января 1931, Париж), известный под псевдонимом «Вилли» — французский писатель и музыкальный критик периода Fin de siècle, который сегодня известен главным образом как наставник и первый муж Колетт.

## Биография
Родился 10 августа 1859 года в Вилье-сюр-Орж, Эсон, в буржуазной католической семье, учился в лицее Фонтанс, а затем в Коллеж Станислас в Париже. Свободно владел латынью и немецким языками. В 1885 г. получил диплом юриста, после чего начал работать в семейной издательской фирме Готье-Вилларс.
Вилли был дамским угодником; Рашильд описывала его «как человека мира, блестящего парижского грабителя». В 1889 г. он встретил Колетт, которая была на 14 лет моложе его; 15 мая 1893 года они поженились. Как писатель и музыкальный критик он постоянно занимался эффективной саморекламой, под его руководством «литературные рабы» писали статьи и романы. Его авторы-призраки могли получить признание, а могли и не получить, но участвовали в этом, поскольку публикация под именем Вилли обеспечивала высокий процент публикаций и хороший доход. С помощью своих литературных мастерских Вилли опубликовал более 50 романов. «Курнонский» был одним из его авторов-призраков, как и его коллега по гастрономическому цеху Марсель Булестен. Его участие было разнообразным и включало в себя разработку концепции, редактирование, добавление разделов, сюжетов и каламбуров. Любимой песней Генри, которую он часто напевал по дороге на ужин, была «I’m Henery the Eighth, I Am».
Поначалу Колетт вела его переписку, но вскоре стала писать сама, начиная с «Клодин», её первой работы под псевдонимом Willy. Успех привел к появлению новых романов в серии «Клодин». Принято считать, что эти книги были написаны Колетт, но он приложил руку к редактированию и доработке рукописей. Вилли также занялся продажей кукол и других товаров по мотивам романов Клодин.
Вскоре Колетт узнала, что у Вилли были другие романы, и познакомилась с его любовницей Шарлоттой Кинселер, которая впоследствии стала её подругой. Позже у Вилли и Колетт завязался роман с одной и той же женщиной — американской светской львицей Джорджи Рауль-Дюваль, урождённой Уркхарт. Узнав об этом, они стали встречаться втроем и вместе посетили Байройтский фестиваль.
Брак с Колетт продлился до 1910 года, но в 1906 году они разошлись. Хотя Вилли зарабатывал много денег, он с легкостью тратил их на женщин и азартные игры, и ему грозило банкротство. Вилли женился на Маргарите Маньез, которая после замужества была известна также как Мег Вилларс. От двух браков у него не было детей; его сын Жак был отпрыском от предыдущего романа. Вилли умер 12 января 1931 г. в Париже. За его гробом на кладбище Монпарнас шли три тысячи скорбящих.
В 1905 году портрет Вилли был нарисован Джованни Больдини.

## В популярной культуре
Доминик Уэст исполнил роль Вилли в фильме 2018 года «Колетт», в котором Кира Найтли исполняет одноимённую роль его первой жены.